# Miss Vermont USA

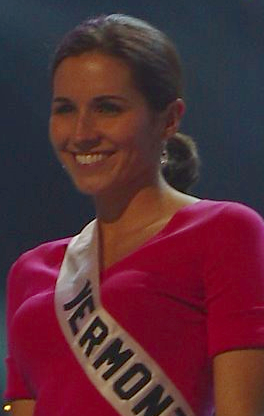
Michelle Fongemie, Miss Vermont USA 2004

A competição de Miss Vermont USA é o concurso de beleza destinado a eleger a representante do Estado de Vermont para o concurso Miss USA.
Vermont é um dos Estados menos bem-sucedidos, mas produziu uma Miss USA - Carlene King Johnson, em 1955. A mais recente semi-finalista foi Georgia Marie Davis, em 1982.
Apesar de seu pouco sucesso no concurso, Vermont ganhou cinco premiações de Miss Simpatia, dois a mais que qualquer outro Estado.
Três misses Vermont USA competiram no Miss Teen USA, duas como Miss Teen Vermont USA e uma como Miss New York Teen USA. Três também competiram no Miss América, incluindo a Miss USA 1955, Carlene King Johnson, a segunda de cinco vencedoras do Miss USA a competirem em ambos os concursos.

## Vencedoras
| Ano  | Nome                  | Cidade           | Idade1 | Classificação no Miss USA | Premiações especiais no Miss USA | Notas |
| ---- | --------------------- | ---------------- | ------ | ------------------------- | -------------------------------- | --- |
| 2020 | Shannah Weller        | Essex Junction   | 23     |                           |                                  | |
| 2019 | Bethany Garrow        | Rutland          | 20     |                           |                                  | |
| 2018 | Maia-Jena Allo        | Burlington       | 19     |                           |                                  | |
| 2017 | Madison Cota          | Bellows Falls    | 20     |                           |                                  | Anteriormente Miss Vermont Teen USA 2014 |
| 2016 | Neely Fortune         | Burlington       | 24     |                           |                                  | |
| 2015 | Jackie Croft          | Burlington       | 24     |                           |                                  | |
| 2014 | Gina Bernasconi       | Colchester       | 19     |                           |                                  | |
| 2013 | Sarah Westbrook       | Burlington       | 25     |                           |                                  | |
| 2012 | Jamie Dragon          | Milton           | 25     |                           |                                  | |
| 2011 | Lauren Carter         | Burlington       | 21     |                           |                                  | |
| 2010 | Nydelis Ortiz Rivera  | Essex Junction   | 20     |                           |                                  | |
| 2009 | Brooke Werner         | Granville        | 22     |                           |                                  | |
| 2008 | Kim Tantlinger        | Burlington       | 22     |                           |                                  | |
| 2007 | Jessica Comolli       | Montpelier       | 22     |                           |                                  | |
| 2006 | Amanda Gilman         | Danville         | 20     |                           |                                  | |
| 2005 | Amanda Mitteer        | Brattleboro      | 26     |                           |                                  | |
| 2004 | Michelle Fongemie     |                  | 26     |                           | Miss Simpatia                    | Atual supervisora delegada dos concursos Miss Connecticut USA, Miss Connecticut Teen USA, Miss Massachusetts USA, Miss Massachusetts Teen USA, Miss Vermont USA e Miss Vermont Teen USA |
| 2003 | Jennifer Ripley       |                  |        |                           |                                  | Anteriormente Miss Vermont Teen USA 1999, mais tarde Mrs. Vermont America 2009 sob o nome de casada, Jennifer Bisson.                                                                   |
| 2002 | Brooke Angus          | Essex            |        |                           |                                  | US Miss World 2006, candidata ao Miss Mundo 2006 |
| 2001 | Katy Johnson          |                  |        |                           |                                  | Anteriormente Miss Vermont 1999, vencedora do Miss Oktoberfest 1998 como Miss Florida, Miss United States Teen 1995                                                                     |
| 2000 | Katie Bolton          |                  |        |                           |                                  | |
| 1999 | Nicole Lewis          |                  |        |                           |                                  | |
| 1998 | Catherine Bliss       |                  |        |                           |                                  | Anteriormente Miss New York Teen USA 1990 |
| 1997 | Lisa Costantino       | Burlington       |        |                           |                                  | |
| 1996 | Nancy Roberts         |                  |        |                           |                                  | |
| 1995 | Jennifer Cazeault     |                  |        |                           |                                  | |
| 1994 | Christy Beltrami      |                  |        |                           |                                  | Anteriormente Miss Vermont Teen USA 1987 |
| 1993 | Jodi Sicely           | Burlington       |        |                           |                                  | |
| 1992 | Bonnie Kittredge      |                  |        |                           |                                  | |
| 1991 | Margaret Corey        |                  |        |                           |                                  | |
| 1990 | Stephanie Bessey      |                  |        |                           |                                  | |
| 1989 | Stacey Palmer         |                  |        |                           |                                  | |
| 1988 | Stacy James Sisson    |                  |        |                           |                                  | |
| 1987 | Carole Woodworth      | North Bennington |        |                           |                                  | |
| 1986 | Tracey Morton         | Rutland          |        |                           |                                  | |
| 1985 | Angie Cummingham      |                  |        |                           |                                  | |
| 1984 | Sue O'Brien           | Waterbury        |        |                           |                                  | |
| 1983 | Leslie Lucchina       | Barre            |        |                           |                                  | |
| 1982 | Georgia Marie Davis   | Bennington       |        | Semi-finalista            |                                  | |
| 1981 | Jeannette Wulff       | Montpelier       |        |                           |                                  | |
| 1980 | Judi Mason            | Randolph         |        |                           |                                  | |
| 1979 | Katherine Rechsteiner | Warren           |        |                           |                                  | Anteriormente Miss Vermont 1975 |
| 1978 | Nancy Wierzbicki      |                  |        |                           | Miss Simpatia                    | |
| 1977 | Anne Kent             | Castleton        |        |                           |                                  | |
| 1976 | Susan Parsons         |                  |        |                           |                                  | |
| 1975 | Constance Crabtree    | Poultney         |        |                           | Miss Simpatia                    | |
| 1974 | Donna Thorton         |                  |        |                           | Miss Simpatia                    | |
| 1973 | Bonnie Height         |                  |        |                           |                                  | |
| 1972 | Stacey Becker         |                  |        |                           |                                  | |
| 1971 | Sandra Taft           |                  |        | Semi-finalista            |                                  | |
| 1970 | Cindy Jurewicz        |                  |        |                           |                                  | |
| 1969 | Mary Verdiani         |                  |        | 2ª colocada               | Miss Simpatia                    | |
| 1968 | Susan Glynn           |                  |        |                           |                                  | |
| 1967 | Karen Tuttle          |                  |        |                           |                                  | |
| 1966 | Peggy Eckert          |                  |        |                           |                                  | |
| 1965 | Andrea Kenyon         |                  |        |                           |                                  | |
| 1964 | Freda Betts           |                  |        |                           |                                  | |
| 1963 | Ellen Centerbar       |                  |        |                           |                                  | |
| 1962 | Não competiu          |                  |        |                           |                                  | |
| 1961 | Susan Neil            |                  |        |                           |                                  | |
| 1960 | Carole Mary Demas     |                  |        |                           |                                  | |
| 1959 | Sandra Laquerre       |                  |        |                           |                                  | |
| 1958 | Doreen McNamee        |                  |        |                           |                                  | |
| 1957 | Marjorie Link         |                  |        |                           |                                  | |
| 1956 | Dolores Wettack       |                  |        |                           |                                  | |
| 1955 | Carlene King Johnson  |                  |        | Vencedora                 |                                  | Semifinalista no Miss Universo 1955 Anteriormente Miss Vermont 1953 |
| 1954 | Georgia Lauriso       |                  |        |                           |                                  | |
| 1953 | Kathleen Surrel       |                  |        |                           |                                  | |
| 1952 | Elizabeth Whitcomb    |                  |        |                           |                                  | |

1 Idade á época do concurso Miss USA